# Kim Bingham
 (septembre 2018).
Si vous disposez d'ouvrages ou d'articles de référence ou si vous connaissez des sites web de qualité traitant du thème abordé ici, merci de compléter l'article en donnant les références utiles à sa vérifiabilité et en les liant à la section « Notes et références ».
Kim Bingham est une chanteuse et compositrice canadienne.

## Biographie
Elle a commencé sa carrière dans la musique à Montréal en tant que membre du groupe de ska de troisième vague du Québec : Me Mom and Morgentaler. À la suite de l'éclatement du groupe, en 1996, Bingham est partie à Vancouver, où elle a formé le groupe Mudgirl, qui a eu un succès à la radio canadienne avec la chanson This day ; elle participa au concert de Lilith Fair (Kevin  Spencer, Joe Hrechka et quintal de Niko faisaient alors partie du groupe).
Cependant, en 1999, elle a dissous ce groupe et créé The Kim Band, une rotation collective des musiciens dans lesquels Bingham elle-même était la constante unique. L'album du début de ce groupe, Girlology, est sorti en 2001. De 2001 jusqu'en 2003, Bingham a également collaboré avec le chanteur canadien David Usher comme vocaliste et guitariste.
En 2003, elle a produit un album francophone, Cœur de sable, classé au top 40 au Québec. En 2003 et début 2004, elle a voyagé en Europe et aux États-Unis avec la chanteuse Nelly Furtado et participé au groupe Furtado's band comme vocaliste et guitariste.
En 2005, Bingham a écrit le thème musical pour la première saison de la série Les Invincibles de la SRC. Un CD sera ensuite mis en vente.
En 2006, elle déménage à Los Angeles et forme le trio féminin Kamikaze Pilot.
Son groupe Me Mom and Morgentaler lance en 2007 l'album Shiva Space Machine - The Second Incarnation. C'est une réédition de l'album Shiva Space Machine de 1992 avec 5 chansons supplémentaire.
En 2012, son nouvel album Up! paraît.